# Lipowy Most
Lipowy Most [liˈpɔvɨ ˈmɔst] est un village polonais de la gmina de Szudziałowo dans le powiat de Sokółka et dans la voïvodie de Podlachie. Il se situe à environ 14 kilomètres au sud-ouest de Szudziałowo, à 22 kilomètres au sud de Sokółka et à 27 kilomètres au nord-est de Białystok. 